# N307 (België)
De N307 is een gewestweg in de Belgische provincie West-Vlaanderen. De weg verbindt Zuienkerke met Wenduine, een deelgemeente van De Haan. De weg heeft een totale lengte van 7 kilometer.

## Traject
De N307 loopt vanaf de N9 naar het noordwesten. Bij Nieuwmunster, een deelgemeente van Zuienkerke, buigt de weg af naar het noorden, om ten slotte aan te sluiten op de N34.